# Бубањ (лист)
Бубањ је српски хумористичко-сатирични часопис који је излазио од 5. априла 1896. до 20. маја 1899. године. Власник, издавач и штампар је био Милан Петко-Павловић, а први одговорни уредник је био Анта Велић. Часопис је излазио у Вршцу.

## Историјат
Часопис је покренут на Ускрс, 5. априла (24. март по старом календару) 1896. године под називом Бубањ : лист за шалу и забаву. Претпоставља се да је власник листа Милан Петко-Павловић (1856-1933) планирао да га покрене 1891. године, али није имао услове да буде издавач. Милан Петко-Павловић је био угледан мајстор који је познавао многе занате као што је фарбарски, механичарски, златарски, ткачки, штампарски и др., а сматран је и некрунисаним краљем српског веза. У Вршцу је отворио 1879. године бојадисарску, а 1880. године и везилачку радионицу. Када је 1895. године дошао до властите штампарије и побољшао материјално стање одлучио је да покрене часопис. Првих година поднаслов је био Лист за шалу и забаву, а од броја 1 (1899. год.) Лист за шалу, забаву и оглашавање. Лист је излазио до броја 14 (20. мај 1899. год.), када је престао да излази због лошег материјалног положаја.

### Периодичност излажења
Лист је излазио 3 пута месечно (1., 10. и 20. у месецу).

## Уредници
- Анта Велић - одговорни уредник од 1-27. броја (1896. год.)
- Милан Петко-Павловић - уредник од 1- 36. броја (1897. год.) и од 1-22. броја (1898. год.)
- Вељко Ђорђевић-Нанчић - од броја 23-24 (1898.  год.) до броја 14 (1899. год.), последњи број који је изашао.[4][2]

## Сарадници
Главни сарадник листа био је др Казбулбуц, односно Васа Крстић, родом из Сремске Митровице, који је објавио око 6.000 песама и хуморески. Осим њега сарадници су били Милан Петко-Павловић, Јелка Гердец, Јоца Влајић, Владимир Влајић, Љубиша Мићин, Димитрије Радовић, Петар Крстоношић, Александар Каракашевић и многи други. Осим њих сарадници листа су били и Светозар Ћоровић и Алекса Шантић, познати писци тог времена.

## Галерија

### Насловне стране
- Бубањ, број 1 (1897)
- Бубањ, број 7 (1897)
- Бубањ, број 13 (1897)

### Остало
- Бубањ, страна 8, број 1 (1896)
- Бубањ, страна 5, број 1 (1897)
- Бубањ, страна 57, број 7 (1897)
- Бубањ, страна 113, број 14 (1897)